# Römische Frage
Die Römische Frage bezeichnet den Konflikt um den Status des Gebiets um die Stadt Rom bzw. des Territoriums des Vatikans, des Machtzentrums der katholischen Kirche. Bis 1870 war der Kirchenstaat ein unabhängiges Gebiet und noch kein Teil des Königreichs Italien, das 1861 gegründet worden war. Italien wollte sich das Gebiet einverleiben, was durch die Anwesenheit französischer Truppen noch verhindert wurde.
Seit dem Abschluss der italienischen Einigung 1870 war das Gebiet de jure ein Teil Italiens, doch es blieb ungeklärt, welchen Status der Vatikan haben sollte. In der Praxis handelte es sich um ein De-facto-Regime. Am 11. Februar 1929 wurde dieser Konflikt mit den Lateranverträgen beigelegt: Die faschistische Regierung Italiens unter Mussolini garantierte dem Vatikan als Vatikanstadt die politische Unabhängigkeit und volle staatliche Souveränität, während die katholische Kirche Rom als Hauptstadt Italiens anerkannte.

## Römische Frage vor 1870

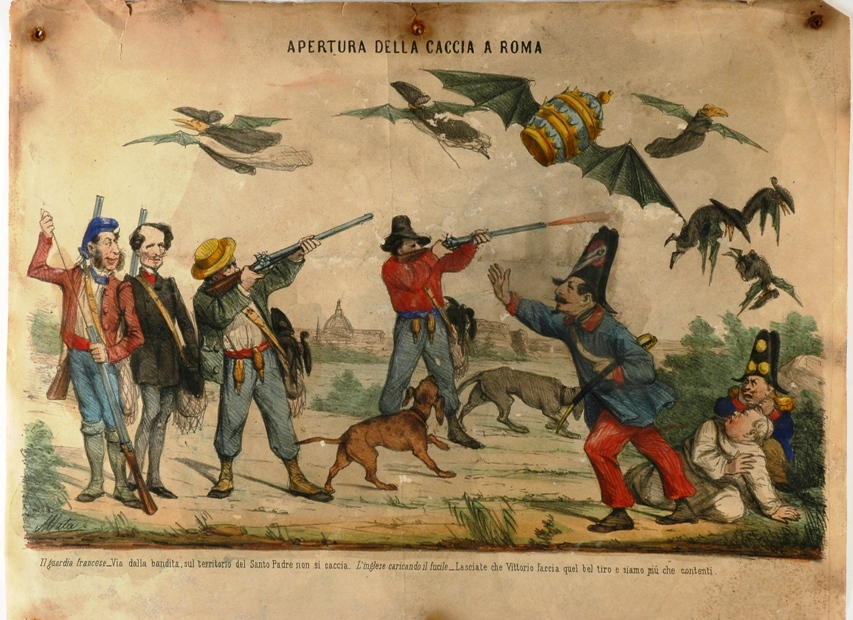
Zeitgenössische italienische Karikatur zur Römischen Frage: Napoleon III. versucht, italienische Wilderer von ihrem Treiben abzuhalten, während ein weinerlicher, am Boden liegender Papst Pius IX. sorgenvoll in den Himmel blickt, wo seine Tiara, das Herrschaftssymbol seines Papsttums, und seine Kirchenmänner, dargestellt als hässliche fledermausartige Gestalten, unter dem Beschuss der Wilderer stehen.

Die seit 1815 anwachsende, liberale italienische Einigungsbewegung des Risorgimento (= Wiedererstehung), die in den verschiedenen Fürstentümern und Monarchien der Apenninen-Halbinsel aufgetreten war und sich die Schaffung eines italienischen Nationalstaats zum Ziel gesetzt hatte, stellte bereits seit den 1830er-Jahren die Forderung nach einer weltlichen Herrschaft über Rom. Rom wurde von den italienischen Nationalisten als die gleichsam natürliche Hauptstadt Italiens angesehen. Die Errichtung einer revolutionären Römischen Republik scheiterte jedoch 1849 am militärischen Eingreifen Frankreichs und Spaniens. Beide Mächte garantierten die Souveränität des Kirchenstaates.
Ein Teil des Kirchenstaates, die Romagna, die Marken und Umbrien, war nach verschiedenen revolutionären Erhebungen und kriegerischen Konflikten dennoch 1860 an das Königreich Sardinien gefallen, das seit den europäischen Revolutionen von 1848/49 unter König Karl Albert und dessen Nachfolger Viktor Emanuel II. zum Vorreiterstaat der italienischen Einheitsbewegung geworden war.
Nach diesen Erfolgen der piemontesischen Truppen und republikanischer Freischärlereinheiten (z. B. unter Giuseppe Garibaldi) wurde 1861 der neue italienische Nationalstaat, das Königreich Italien, als konstitutionelle Monarchie unter Viktor Emanuel II. und seinem ersten Ministerpräsidenten Camillo Benso von Cavour ausgerufen. 1862 wurde ein Versuch Garibaldis, Rom von Süden her für das neu gegründete Königreich zu erobern, am Aspromonte von italienischen Truppen gestoppt. Bezüglich der Römischen Frage verständigte sich Italien 1864 mit Frankreich zunächst auf die Septemberkonvention, die gegen die italienische Zusage, den Kirchenstaat nicht anzutasten und Angriffe auf ihn zu verhindern, vorsah, dass Frankreich seine Truppen aus dem Kirchenstaat abzog. Im Einklang mit der Septemberkonvention verlegte Italien seine Hauptstadt 1865 von Turin nach Florenz. Unter Bruch der Septemberkonvention ließ Italien jedoch zu, dass Garibaldi und seine Freischärler durch einen Feldzug im Oktober 1867 erneut versuchten, Rom einzunehmen. Sie wurden jedoch am 3. November 1867 in der Schlacht von Mentana von päpstlichen Truppen, die sich durch internationale Freiwilligenverbände verstärkt hatten, besiegt. Wegen der Verletzung der Septemberkonvention begann Frankreich wieder damit, zum Schutz des Papstes Truppen im Kirchenstaat zu stationieren. 
Kaiser Napoleon III. von Frankreich stand unter innenpolitischem Druck; sein Schutz für den Papst brachte ihm die Begeisterung vieler konservativer Katholiken in ganz Europa ein. Österreich hingegen, traditionell ebenfalls papstfreundlich, hätte sich damals mit einer Annexion Roms durch Italien abgefunden. Die ungelöste römische Frage war ein wichtiger Grund dafür, dass Italien sich damals keiner österreichisch-französischen Allianz anschließen wollte.

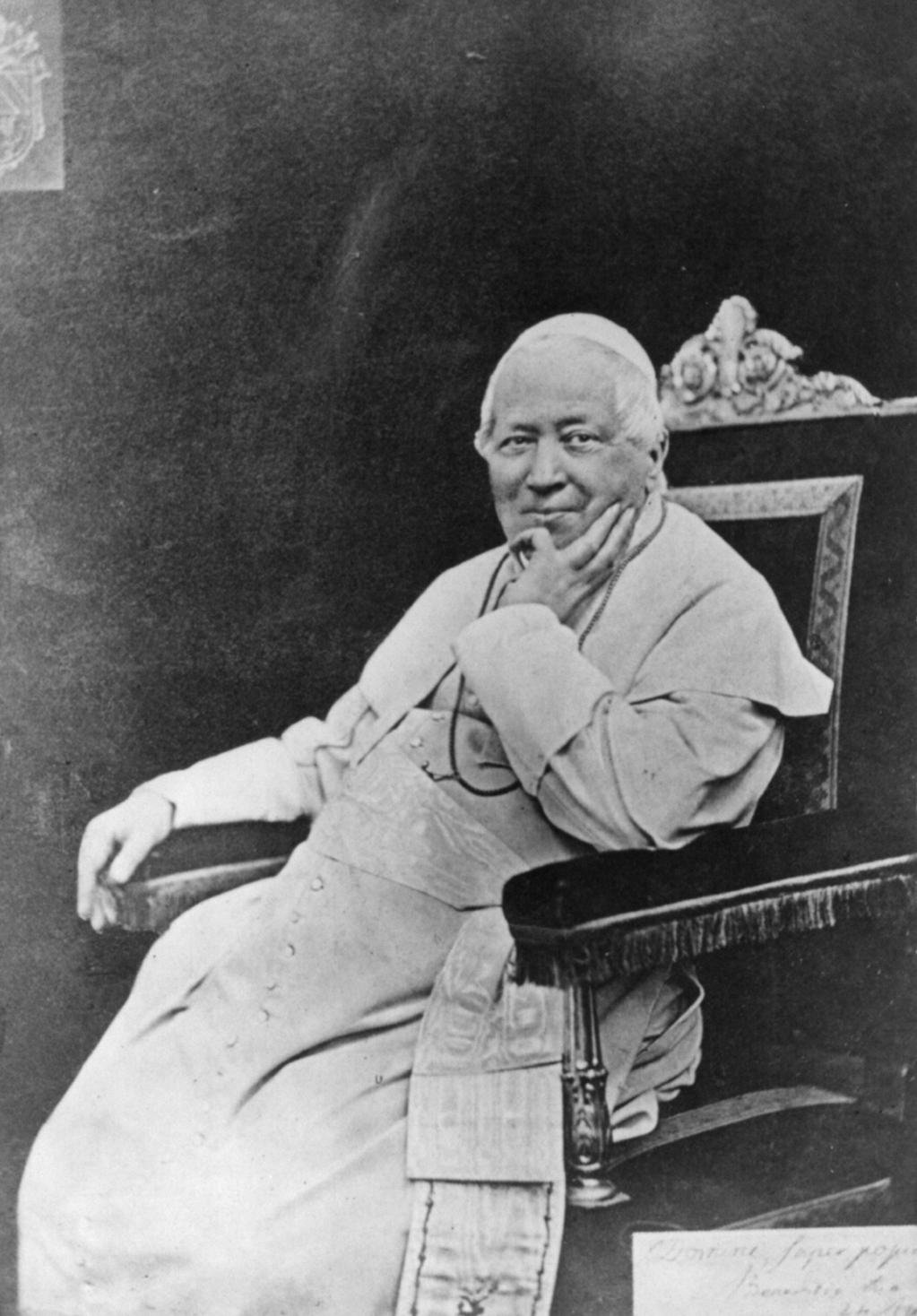
Papst Pius IX.

Der Ausbruch des Krieges zwischen Frankreich und den deutschen Staaten am 19. Juli 1870 kam Italien in der Frage des Kirchenstaates gelegen. Nachdem Frankreich infolge dieses Krieges seine Schutztruppen aus Rom abgezogen hatte, eroberten italienische Truppen ab 11. September 1870 den Kirchenstaat, ohne auf nennenswerten Widerstand zu stoßen. Am 20. September 1870 wurde Rom eingenommen – unter rein symbolischem Widerstand und anschließender Kapitulation der päpstlichen Armee.

## Status des Vatikans nach 1870

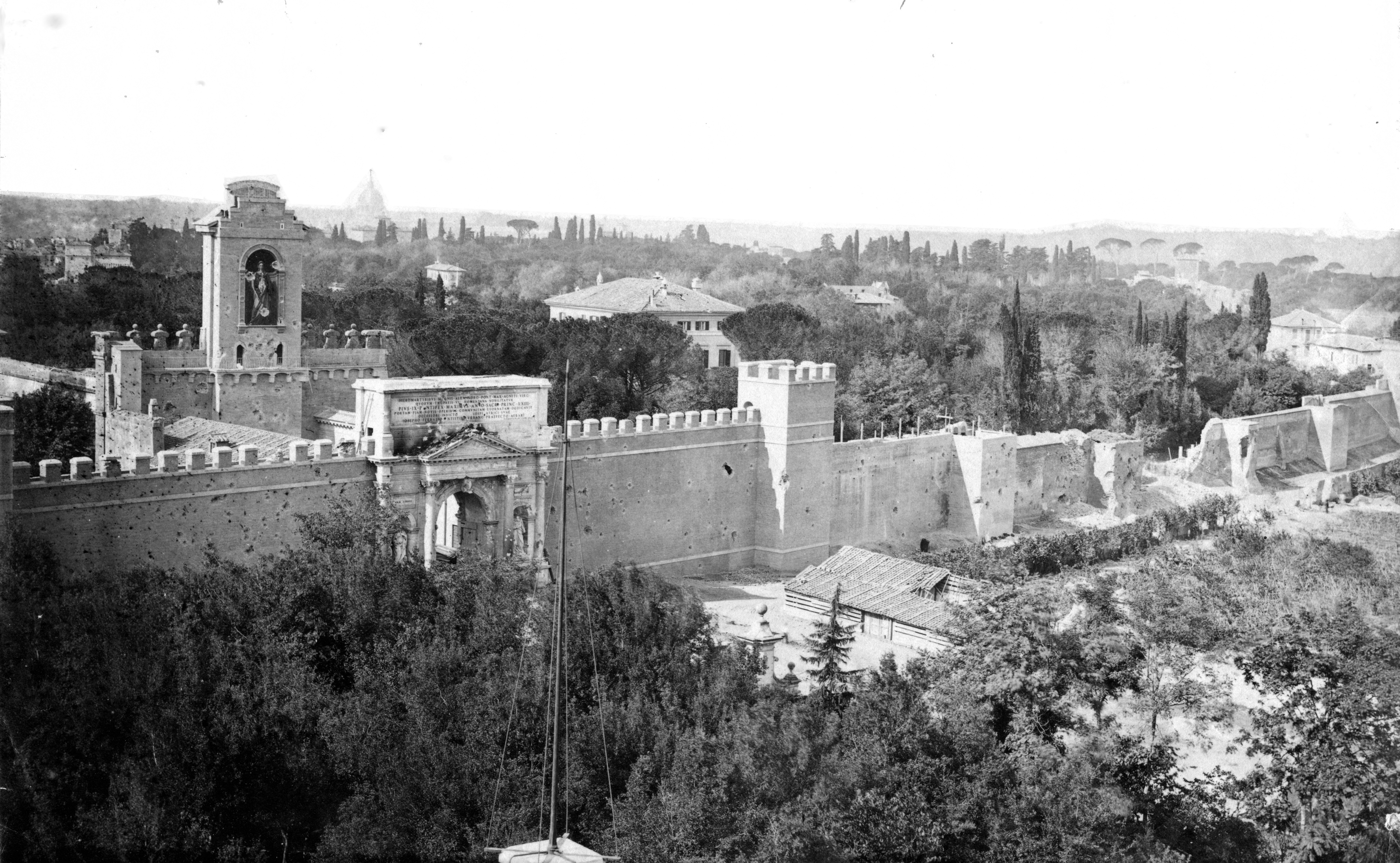
Durchbruch der Porta Pia am 20. September 1870. Zeitgenössische Fotografie.

Eine Volksabstimmung ergab eine breite Zustimmung für die Vereinigung des Kirchenstaats mit Italien. Die Vereinigung wurde am 6. Oktober 1870 durch königliches Dekret proklamiert. Damit war die Einigung Italiens und mit ihr das Ziel des Risorgimento vollendet. 1871 wurde die italienische Hauptstadt von Florenz nach Rom verlegt. Auch die meisten ausländischen Staaten verlegten ihre Gesandtschaften nach Rom, womit sie stillschweigend das Ende der weltlichen Herrschaft des Papsttums anerkannten.
Der Papst hatte seinen Sitz weiterhin im Vatikan. In den sogenannten Garantiegesetzen vom Mai 1871 wurde seine Stellung in der italienischen Hauptstadt – wenn auch zunächst nur einseitig von der italienischen Regierung ausgehend – geregelt. Demnach verblieben der Vatikan, der Lateran und die päpstliche Sommerresidenz in Castel Gandolfo unter der Hoheit des Papstes.
Pius IX. und seine unmittelbaren Nachfolger Leo XIII. und Pius X. erkannten jedoch sowohl die gesetzlichen Regelungen für den Vatikan als auch das neue Italien nicht an und lehnten jede offizielle diplomatische Zusammenarbeit mit den neuen Machthabern ab, so dass der Streit um den Status der katholischen Kirche und die zunächst nicht formell geregelte eigenstaatliche Unabhängigkeit des Vatikans auch nach der Vollendung der italienischen Einheit ein noch lange schwelender Konflikt im neuen Italien blieb – die sogenannte Römische Frage. Pius IX. betrachtete sich selbst als „Gefangener im Vatikan“. Die Urheber und Teilnehmer an der Einnahme des Kirchenstaates belegte er mit dem Bann. In der päpstlichen Bulle Non expedit vom 10. September 1874 verbot er italienischen Katholiken unter Androhung des Entzugs kirchlicher Privilegien sowohl die aktive als auch passive Teilnahme an demokratischen Wahlen in Italien.
Seine Forderung nach der Wiederherstellung der weltlichen Macht des Papsttums blieb jedoch erfolglos – trotz der weiterhin bestehenden und seit der Verkündung der päpstlichen Unfehlbarkeit nach dem Ersten Vatikanischen Konzil am 18. Juli 1870 sogar verstärkten kirchlichen Vormachtstellung, die ihm weltweit auch politischen Einfluss sicherte. Breite katholische Schichten blieben durch die Einnahme Roms entfremdet. Während des Ersten Weltkriegs wurden Überlegungen angestellt, dem Heiligen Stuhl eine souveräne territoriale Basis zu verschaffen, um seine Verhandlungsbasis gegenüber dem Königreich Italien zu stärken – dabei war zunächst nicht daran gedacht, dass der Papst Rom verließ. Diese Überlegungen richteten sich auf verschiedene Territorien wie etwa Friaul mit der Hauptstadt Udine, Elba, eine adriatische Insel oder Liechtenstein, blieben jedoch ohne Ergebnis. Erst mit den 1929 geschlossenen Lateranverträgen zwischen Papst Pius XI. bzw. dessen Bevollmächtigtem Pietro Gasparri und dem inzwischen von der faschistischen Regierung Italiens unter Benito Mussolini regierten Königreich Italien, in denen der Heilige Stuhl Rom als Hauptstadt und Sitz der italienischen Regierung anerkannte, wurde die politische und staatliche Souveränität des Vatikans durch Italien garantiert und damit formell bestätigt.